# Abba Kovner
Abba Kovner (Héber: אבא קובנר) (Szevasztopol, 1918. március 14. – Ein HaHoresh, 1987. szeptember 25.) lengyel-izraeli költő, író, antináci partizánvezér, összeesküvő, nemzeti hős.
A második világháború idején Kovner az elsők között ismerte fel, hogy a nácik az egész európai zsidóság megsemmisítésére törekednek. Ennek megfelelően a zsidók fegyveres ellenállását szorgalmazta, mondván: „Nem visznek el minket, mint juhokat a vágóhídra!” A likvidálás előtt álló wilnói gettó lakóit felkelésre szólította fel, de ez nagyrészt süket fülekre talált. Csatlakozott a szovjet partizánmozgalomhoz, amely sikeresen szállt szembe a náci megszállókkal. A háború után titkos szervezetet hozott létre, melynek célja a Holokauszt hatmillió áldozatának megbosszulása volt olyan módon, hogy hatmillió német embert kívántak méreg segítségével a másvilágra küldeni. Az akció nem járt sikerrel, ezután Kovner Palesztinában telepedett le. Részt vett a függetlenségi háborúban, majd élete hátralévő részét a költészetnek és a Holokauszt emléke ápolásának szentelte.

## Élete
Abba Kovner 1918. március 14-én született Oszmiana városában, amely akkor Lengyelországhoz tartozott, napjainkban Fehéroroszország területén fekszik. 1927-ben családja a szintén lengyel fennhatóság alatt lévő  Wilnóba (ma Vilnius, Litvánia) költözött. Kovner a helyi héber gimnáziumban, majd az akkoriban Báthory Istvánról elnevezett Vilniusi Egyetem művészeti fakultásán végezte tanulmányait. Közben tagja lett a helyi baloldali ifjúsági cionista szervezetnek.

### Második világháború
Lengyelország 1939-es lerohanása során Wilno a szovjet megszállási zónába került, majd 1941-ben a Barbarossa hadművelet során a németek foglalták el. A wilnói zsidókat a nácik gettóba terelték, de Kovnernek sikerült a városon kívül menedéket találni.
Az ősz folyamán a nácik elkezdték elszállítani és kivégezni a wilnói gettó zsidóit a Ponary-erdőbe, azzal tévesztve meg őket, hogy munkatáborba mennek. Kovner az elsők között jutott arra a felismerésre, hogy itt a zsidóság teljes likvidálása vette kezdetét, amely majd egész Európára kiterjed. 1942. január 1-jén Kovner egy cionista ifjúsági összejövetelen felolvasta kiáltványát, amely arra buzdította a zsidókat, hogy fegyverrel harcoljanak a nácik ellen. A kiáltványban szerepel a híres mondat, miszerint „Nem visznek el minket, mint juhokat a vágóhídra!”. A hasonlat a Bibliából, Ézsaiás próféta könyvéből, illetve a 44. zsoltárból származtatható („Mint a bárány, ha vágóhídra viszik…”, illetve „Úgy néznek ránk, mint áldozatra szánt juhokra” ).

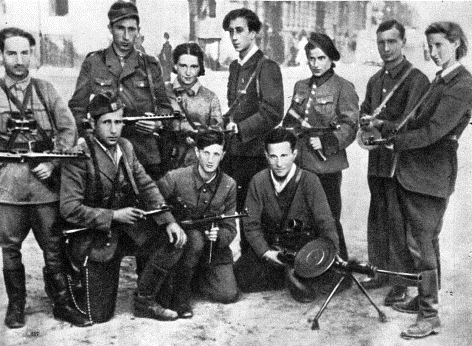
Abba Kovner (hátul, középen) az Egyesült Partizán Szervezet tagjaival

Kovner és társai 1942 januárjában a wilnói gettó cionista ifjúsági szervezeteinek tagjaiból föld alatti fegyveres csoportot hoztak létre Egyesült Partizán Szervezet (Jiddisül: Fareynegte Partizaner Organizatsye, FPO)  néven. Az alakulat tagjai szabotázsakciókat hajtottak végre, hamis papírokat gyártottak zsidók számára. Fegyvereket próbáltak szerezni, de házilag is gyártottak robbanó szerkezeteket, Molotov-koktélokat. A gettóbeli Judenrat (a gettó zsidó önkormányzata) nem nézte jó szemmel tevékenységüket, úgy vélte, veszélybe sodorják a gettó lakóit. 1943 júliusában az FPO vezetőjét a Judenrat letartóztatta, ezután a parancsnokságot Kovner vette át.
1943 szeptemberében a nácik megkezdték a wilnói gettó likvidálását, ekkor az FPO fegyveres ellenállásra szólította fel a gettó lakóit, de azok nem reagáltak a felhívásra, azt remélve, hogy a nácik ígéretüknek megfelelően csak dolgozni viszik őket. A kudarc után az FPO tagjai a környező erdőkbe menekültek, ahol zsidó zászlóaljként csatlakoztak a szovjet partizánokhoz, majd 1944 júliusában részt vettek Wilno felszabadításában.

### A bosszú
A háború befejezése után Kovner egy új titkos szervezetet hozott létre Nakam („Bosszú”) néven, melynek célja a Holokauszt megbosszulása volt. A szervezet alapjait Kovner volt partizánok, holokauszttúlélők 1945-ös húsvéti összejövetelén fektette le, ahol a 94. zsoltárt idézte: „Ellenük fordítja saját gazságukat, megsemmisíti őket saját gonoszságuk által”.
A Nakam mintegy 50 tagot számlált, akik kezdetben háborús bűnökkel vádolható nácikat kutattak fel, majd változatos módszerekkel – agyonlövés, akasztás, puszta kézzel való megfojtás stb. – meggyilkolták őket. Ugyanakkor létezett egy sokkal ambiciózusabb terv is, miszerint a hatmillió zsidó meggyilkolását „szemet szemért” alapon hatmillió német – férfiak, asszonyok, gyerekek – elpusztításával bosszulnák meg. Ezt a gyakorlatban német nagyvárosok ivóvízhálózatának megmérgezésével tervezték megvalósítani.
1945 szeptemberében Kovner Palesztinába hajózott, ahol a tervébe sikerült bevonni zsidó politikai és katonai vezetőket, akik feltehetőleg úgy tudták, az akció kizárólag háborús bűnösök ellen irányulna. Ephraim Katzir – aki később Izrael negyedik elnöke lett – és testvére, Aharon, mindketten tudósok, vegyészek, olyan mennyiségű arzént biztosítottak Kovnernek, amely több mint 10 millió ember megölésére lett volna elegendő. Közben egy Nakam-tag, bizonyos Willek Shenar, lengyel zsidó hamis személyazonosság alatt a Nürnberget ellátó víztisztító üzemben vállalt munkát, ahol részletes tervet dolgozott ki a méreg célba juttatására az ivóvízhálózaton keresztül.
1945. december 14-én Kovner az egyiptomi Alexandriában a Franciaországba induló hajóra szállt, táskájában 12 arzénnal töltött tejporos dobozzal, amelyeket Nürnbergbe szándékozott vinni. Mikor a hajó franciaországi Toulonhoz közeledett, a brit katonai rendőrség egy különítménye szállt fel a fedélzetre Kovnert és négy másik, hamis dokumentumokkal Palesztinából utazó férfit keresve. Kovner a lebukástól tartva a tengerbe dobta a táskát a méreggel.
A nagyszabású terv meghiúsulása után a Nakam hozzálátott a „B-terv”, egy jóval kevésbé nagyratörő projekt megvalósításához. Volt francia ellenállóktól sikerült némi arzént szerezni, amellyel 1945. április 13-án a Langwasseri, amerikai adminisztráció alatt álló hadifogolytábor péküzemében több ezer cipót mérgeztek meg. Másnapra mintegy 2000 SS-veterán megbetegedett, több százan kórházba kerültek, de senki sem halt meg. A teljes kudarc után a bosszúálló csoport tagjai Palesztinában telepedtek le. Kovner évtizedekkel később így vallott akkori tevékenységéről: „Nem állítom, hogy a gondolkodásunk ne lett volna megzavarodva ebben az időben. … Talán rosszabb is volt, mint megzavarodott. Félelmetes ötlet volt, a kétségbeesésből fakadt és egyfajta öngyilkosságot hordozott magában.”

### Izraelben

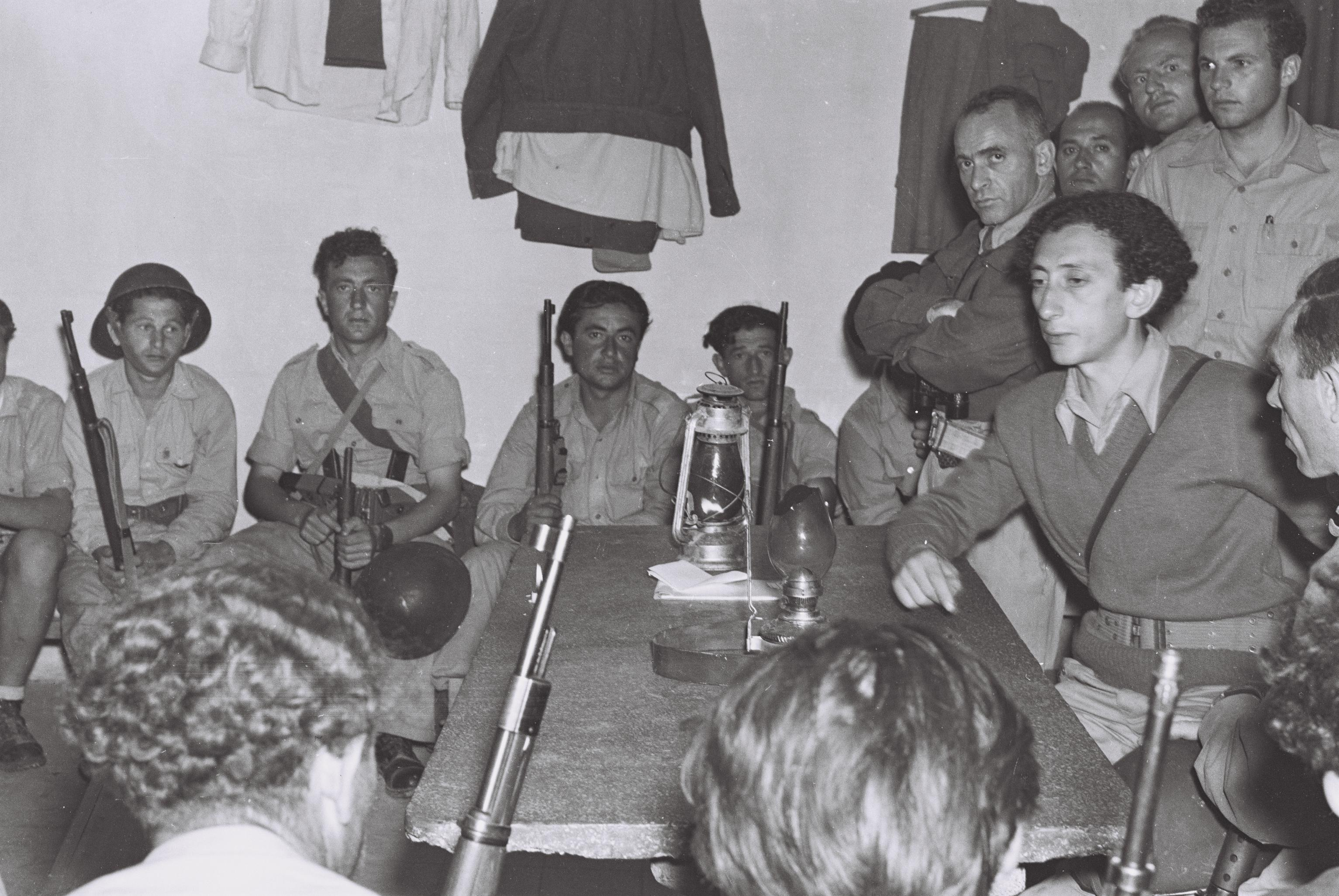
Abba Kovner a Hagana tagjaival

Kovner 1947 decemberében csatlakozott a palesztinai zsidó paramilitáris szervezethez, a Haganához, majd Izrael állam megalakulása után az Izraeli Védelmi Erőkhöz, ahol a függetlenségi háború idején a Givati brigád kulturális tevékenységért felelős tisztje lett. Az általa szerkesztett „Harci közlemények” című, a harci morál fenntartását célzó kiadványban a katonák legkegyetlenebb és egyben legrasszistább érzéseire apellált, előre igazolva a harc hevében bekövetkezendő bűncselekményeket: „Gyilkoljatok! Gyilkoljatok! Gyilkoljatok! Minél több gyilkos kutyát öltök meg, annál jobbak lesztek. Annál jobbá teszitek mindannak a szeretetét, ami szép és jó és ami szabad.”
A háború befejeztével visszatért kibucába, ahol az írásnak szentelte idejének zömét. Két prózakötetet és számos verseskötetet publikált. 1970-ben irodalmi Izrael-díjat vehetett át. Az Izraeli Írók Társasága elnökévé választották. 1961-ben a holokauszt egyik leghitelesebb és legtekintélyesebb tanújaként szerepelt az Eichmann-perben. Fáradhatatlanul ragaszkodott ahhoz, hogy mély kapcsolatot tartson fenn a zsidó diaszpóra történelmével, kultúrájával és hitével még akkor is, ha ezek már visszavonhatatlanul eltűntek. "Nem létezhet Jeruzsálem a litvániai Jeruzsálem nélkül". E törekvés megkoronázása volt a Tel-Aviv-i Diaszpóra Múzeum létrehozása.
Mikor Kovnernél gégerákot diagnosztizáltak, az Amerikai Egyesült Államokba repült gyógykezelésre, ahol műtéten esett át, hangszálait, hangját elvesztette, de betegsége addigra gyógyíthatatlan áttéteket hozott létre szervezetében. A mélyen szekuláris Kovner a fiát arra kérte, hogy halála után Kádist mondjon érte.
1987-ben, a Rós ha-sána, a zsidó újév ünnepe előtt hazarepült Izraelbe, ahol nem sokkal később meghalt. Végakarata az volt, hogy sírköve semmiben se különbözzön a többi kibuclakóétól.

## Költészete
Számos verseskötetet írt, amelyeket a történelem buktatói és a zsidók minden képzeletet felülmúló veszteségeinek érzése ellenére áthat egy meglepő belső szabadság. Végső soron nem volt „nagy” költő: ereje abban rejlett, hogy ragaszkodott egy személyes hanghoz, amely ugyanakkor eltörölhetetlenül összekapcsolódott a közösségével. Ahogy Eliezer Schweid izraeli gondolkodó fogalmazott, „kötőjeles költő” volt: „költő-harcos, költő-vezető, költő-úttörő, költő-kibuclakó és költő-oktató”.
E szerepekhez – amelyekhez még a „krónikás” és a „tanúságtevő” is hozzávehető – Kovner a költészet pátoszát, a nyelv szeretetét, a prófécia érintését tette hozzá. Egyike volt azoknak a művészeknek, akiknek élete egészében véve maga volt a nagy mű: egy rendíthetetlen, feltétel nélküli elköteleződés népével és történelmével.